# West Lancashire
West Lancashire es un distrito no metropolitano con el estatus de municipio, ubicado en el condado de Lancashire (Inglaterra). Tiene una superficie de 346,79 km². Según el censo de 2001, West Lancashire estaba habitado por 108 378 personas y su densidad de población era de 312,52 hab/km².